# Салко, Юрий Иванович
Ю́рий Ива́нович Салко́ (род. 20 апреля 1964, Кривой Рог) — приднестровский художник, писатель. Действительный член Академического Сената Международной академии современного искусства в Риме (Италия), Действительный член (академик) Петровской Академии наук и искусств (Россия), Заслуженный деятель искусств Украины, Заслуженный художник Приднестровья, Почетный член Национальной Академии изящных искусств (Бразилия). В 2014 году присвоено почётное звание «Народный художник Приднестровской Молдавской Республики».
Имя художника занесено в энциклопедию Германии 100 признанных художников «Who’s Who in Visual Art» Art Domain Whois Publisher.

## Биография
Юрий Салко родился 20 апреля 1964 года в городе Кривой Рог в семье художника Ивана Дмитриевича Салко.

### Образование и работа
Закончил Одесское Государственное художественное училище им. Грекова, Курсы Харьковского художественно-промышленного института, Приднестровский Государственный университет им. Т. Г. Шевченко.
Участник более 200 выставок и симпозиумов. Из них 30 — персональные.
Работает в разных областях изобразительного искусства (живопись, графика, скульптура). Является автором и соорганизатор Международного проекта художников «Kam Art».
Соорганизатор и координатор Международного симпозиума художников имени Преподобного Андрея Рублева в России, Абхазии, Украине;

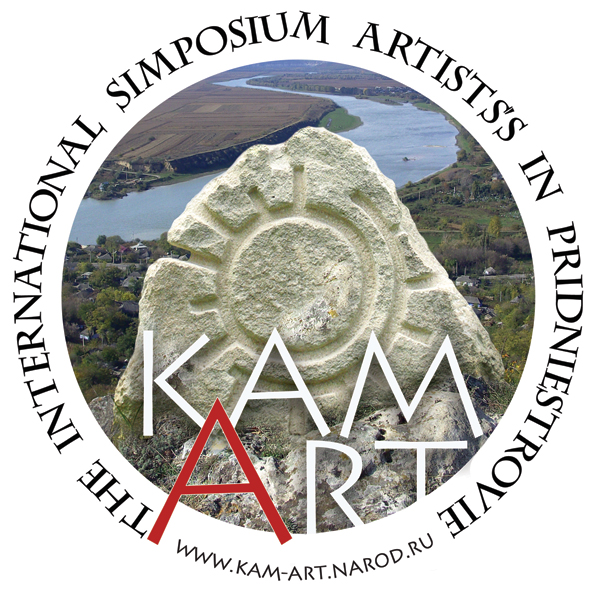
Эмблема симпозиума КамАрт

Является Вице-президентом Международной Ассоциации работников культуры и искусства, членом Международной ассоциации «Союз дизайнеров»; членом Национального Союза художников Украины; членом Национального Союза журналистов Украины; членом Союза художников Молдовы; членом Союза художников Приднестровья.
Картины художника находятся в публичных коллекциях России, Молдовы, Украины, Польши, Южной Осетии, Абхазии, Румынии, Армении, Турции, Германии, Словении, Италии, Индонезии.
Благодаря художнику мировая филателия пополнилась почтовыми марками с изображениями животных и насекомых, а одна из его картин была воспроизведена на почтовом блоке, посвященном 100-летию завода «КВИНТ».
В 2017 году стал членом геральдического совета при президенте Приднестровья.

### Семья
- Жена: Салко Алла Анатольевна, художник[14].
- Сын: Валентин Салко, архитектор

## Награды и звания
- Орден «Почета» (ПМР)[15]

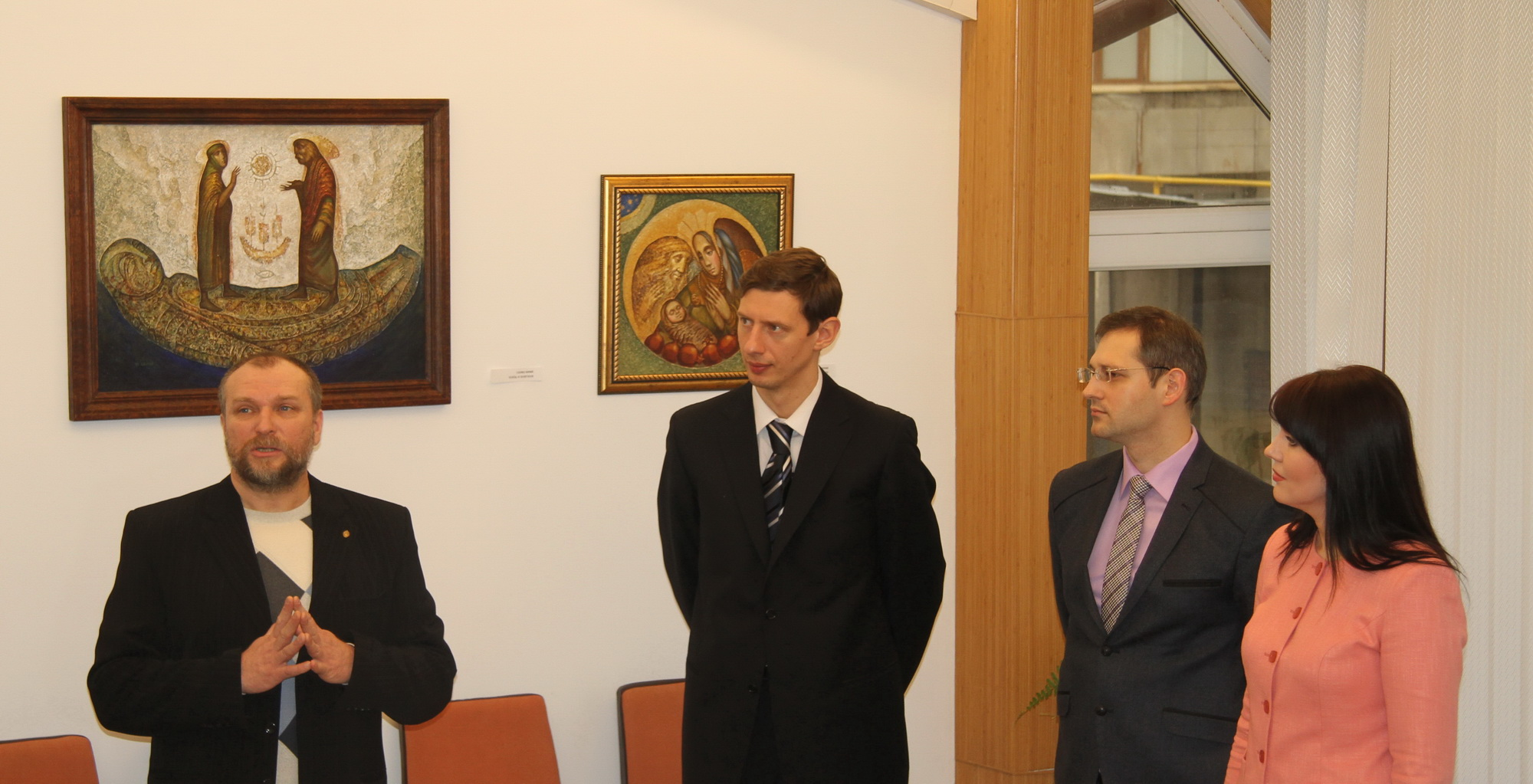
Открытие персональной выставки Юрия Салко в МИД ПМР (2013)

- Золотая Пальма "Palm Art Award " Art Domain Leipzig, Германия[16];
- Серебряная Медаль «Medusa Aurea Trophy» AIAM, Италия[17];
- Две Золотые Медали «International Art Competition NAFA», Бразилия[18];
- Хрустальная сфера «POAART for peace», Словения[19];
- Лауреат Международной премии им. Валентина Михайлюка, Украина;
- Лауреат Международной премии им. Пантелеймона Кулиша[20], Украина;
- I премия Международного бьеннале «Марина», Украина;
- Две I премии Международных конкурсов экслибриса ЮНЕСКО, Румыния;
- Орден «Архистратига Михаила»;
- Орден «Золотой крест»;
- Орден «Слава и Честь»;
- «Серебряная Медаль» Международной Академии современного искусства, Рим, Италия;
- Медаль «За труды в просвещении», Россия;
- Почётный Знак «За значительный вклад в развитие культуры и искусства», Украина;
- Нагрудный знак Министерства иностранных дел ПМР «За вклад в развитие международных связей»[21];
- Народный художник Приднестровской Молдавской Республики (2014)[6];
- Заслуженный деятель искусств Украины[22];
- Заслуженный художник Приднестровья[23];
- Почётная грамота Министерства культуры Украины (2013)[24];
- Юбилейная медаль «15 лет Приднестровской Молдавской Республике»[25];
- Медаль «Юбилей Всенародного Подвига. 1613—2013»[26];
- Епархиальная медаль Покрова Пресвятой Богородицы (2015)[27];
- Общественная российская медаль «За труды в просвещении, культуре и искусстве» (МАРКИС)[28].
- Общественная российская медаль «За сохранение исторической памяти» (МАРКИС)
- Медаль «За отличие в труде» (20 апреля 2019)[29]
- Орден Молдавской Православной Церкви «Орден преподобного Паисия Величковского» II степени (2024)

## Публикации

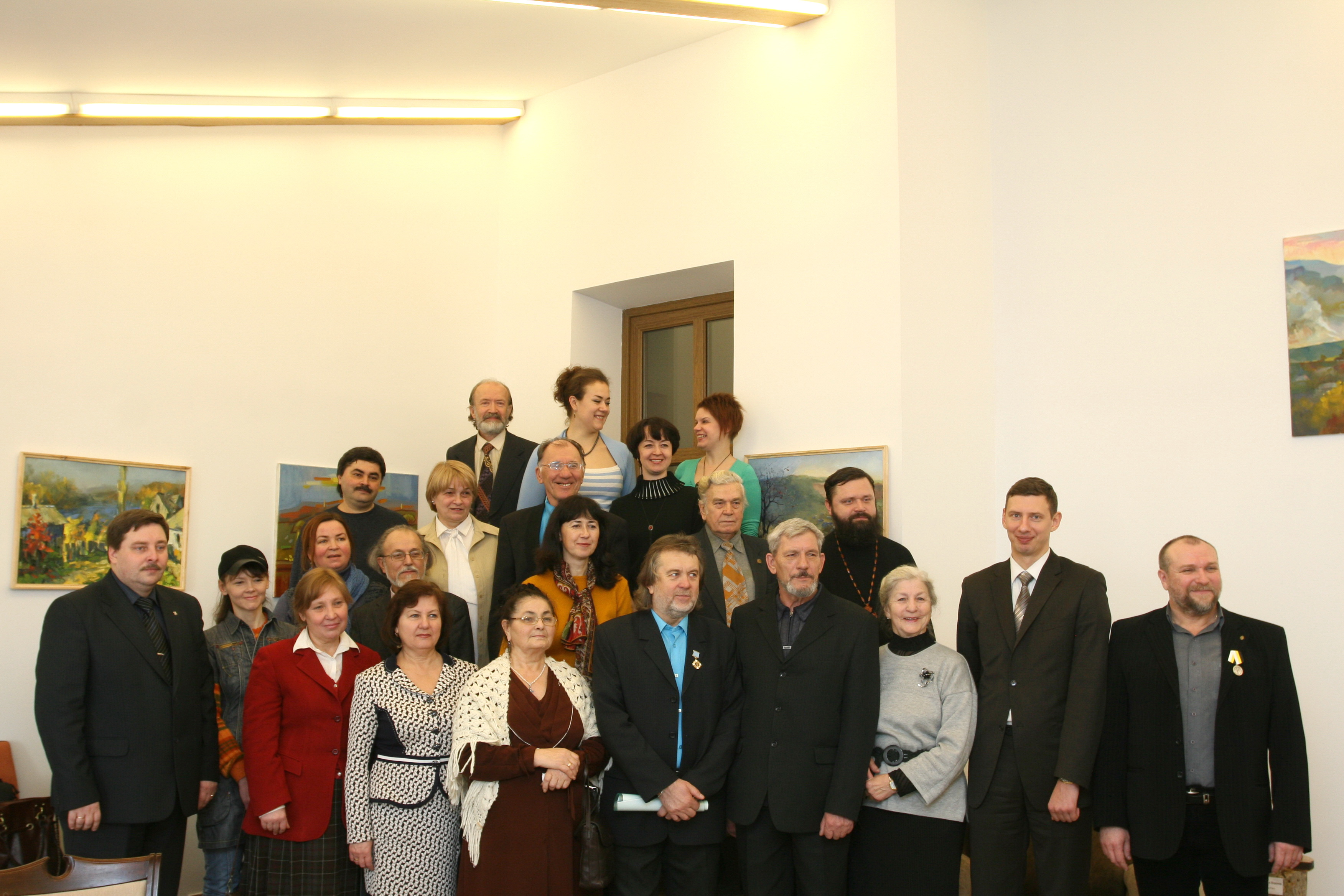
Открытие зимнего вернисажа Kam Art в МИД ПМР (2014 год)

«Who’s Who in visual Art. 100 Artists», Art Domain Whois Verlag, Leipzih, Germany, 2012;
«Il notiziario della ACCADEMIA internationale d’arte moderna», F. de Benedetta, AIAM, Roma, Italy, 2007—2010;
«Real landscape and its painterly representation», A. Borch, University of Environmental and Life Sciences, Wroclaw, Poland, 2009;
«Painter, Mirror, Self portrait», R. Levandowski, Krakow, Poland, 2009;
Catalogs «International UNESCO Ex-Libris Competitions», Library «Sturza», Bacau, Romania, 2005—2008;
Album «The World of levkas», 3 volumes, N. Storozhenko, Ministry of Culture, Academy of Arts, Chernivtsi, Ukraine, 2007;
Art Album-monography «Salko», I. Antoniuk, Ministry of Education, Tiraspol, Moldova, 2005 ;
«Art History. Yury Salko. Stages of the life and work», N. Okushko, State University, Tiraspol, Pridnestrovie (Moldova), 2004;
«Who’s Who», Academy of Armory, Kyiv, Ukraine, 2001;
Catalogue of the Union of Artists of Ukraine, Kiev, Ukraine, 2001;
The Album «POAART for peace», C. Njegovan, Maribor, Slovenia, 2000;
Этюды Приднестровья, Министерство иностранных дел ПМР, Тирасполь, 2013.